# Diogo Leite (futebolista)
Diogo Filipe Monteiro Pinto Leite (Porto, 23 de janeiro de 1999) é um futebolista profissional português que atua como defesa-central. Atualmente joga pelo Union Berlin, clube da Bundesliga.

## Carreira
Natural do Porto, Leite juntou-se à formação do FC Porto aos 9 anos de idade. A 27 de agosto de 2017, fez a sua estreia profissional pelo Porto B, jogando os 90 minutos de uma vitória em casa por 1–0 sobre o Santa Clara, na Segunda Liga.
Em finais de julho de 2018, após várias lesões no setor defensivo, Sérgio Conceição, treinador da equipa principal, convocou Leite para Supertaça Cândido de Oliveira, contra o Aves; o jovem defesa foi titular, jogando ao lado de Felipe, na eventual vitória por 3–1 em Aveiro. Alguns dias antes, Leite renovara contrato até 2023 com o Porto.
A 11 de agosto de 2018, Leite estreou-se na Primeira Liga, jogando os 90 minutos do primeiro jogo da temporada, uma vitória por 5–0 sobre o Chaves, no Estádio do Dragão. Na jornada seguinte, Diogo marcou o seu primeiro golo na competição, numa vitória por 3–2 em casa do B-SAD. No entanto, Leite eventualmente perdeu o lugar na equipa principal e regressou ao Porto B.
A 31 de agosto de 2021, Leite foi emprestado ao Braga até ao final da temporada 2021–22. Diogo realizou 34 jogos oficiais pelos Arsenalistas, mas apenas 5 destes nos seus últimos 3 meses com o clube.
Em julho de 2022, Leite, ainda jogador do Porto, assinou pelo Union Berlin, da Bundesliga, por empréstimo até ao final da época 2022–23, com opção de compra. Após uma temporada de succeso, em que Diogo realizou 40 partidas, ajudando o clube de Berlim a qualificar-se para a Liga dos Campeões pela primeira vez na sua história, o Union ativou a opção de compra de 7,5 milhões de euros.

## Carreira Internacional
Leite estreou-se pela Seleção Portuguesa Sub-21 com apenas 19 anos, entrando como suplente na 2ª parte de uma vitória por 3– 2 num amigável contra Itália. Posteriormente, o selecionador Rui Jorge escolheu-o como titular para ambos os jogos do play-off de qualificação para o Campeonato Europeu Sub-21 de 2019, em que Portugal perdeu 3–1 (resultado agregado) contra a Polónia, falhando a qualificação para o torneio.
Em outubro de 2022, Leite foi um dos 55 jogadores incluídos na pré-convocatória da Seleção Portuguesa para o Mundial de 2022, jogado no Qatar. No entanto, não foi um dos 23 selecionados na convocatória final.
A 17 de março de 2023, Leite foi convocado por Roberto Martínez - na primeira convocatória do espanhol como selecionador da Seleção Portuguesa - para jogos de qualificação para o Euro 2024, contra Liechtenstein e Luxemburgo. No entanto, Diogo não foi convocado para o primeiro jogo e foi suplente não utilizado no segundo.[carece de fontes?]

## Estatísticas de Carreira

### Clube
- Atualizado até 19 de março de 2023[24]

| Clube               | Temporada         | Campeonato        | Campeonato | Campeonato | Taça  | Taça  | Taça da Liga | Taça da Liga | Competições Europeias | Competições Europeias | Outros | Outros | Total | Total |
| Clube               | Temporada         | Divisão           | Jogos      | Golos      | Jogos | Golos | Jogos        | Golos        | Jogos                 | Golos                 | Jogos  | Golos  | Jogos | Golos |
| ------------------- | ----------------- | ----------------- | ---------- | ---------- | ----- | ----- | ------------ | ------------ | --------------------- | --------------------- | ------ | ------ | ----- | ----- |
| Porto B             | 2017–18           | Segunda Liga      | 28         | 0          | —     | —     | —            | —            | —                     | —                     | 3      | 0      | 31    | 0     |
| Porto B             | 2018–19           | Segunda Liga      | 16         | 1          | —     | —     | —            | —            | —                     | —                     | —      | —      | 16    | 1     |
| Porto B             | 2019–20           | Segunda Liga      | 2          | 0          | —     | —     | —            | —            | —                     | —                     | —      | —      | 2     | 0     |
| Porto B             | 2020–21           | Segunda Liga      | 1          | 0          | —     | —     | —            | —            | —                     | —                     | —      | —      | 1     | 0     |
| Porto B             | Total             | Total             | 47         | 1          | —     | —     | —            | —            | —                     | —                     | 3      | 0      | 50    | 1     |
| Porto               | 2018–19           | Primeira Liga     | 3          | 1          | 0     | 0     | 1            | 0            | 1                     | 0                     | 1      | 0      | 6     | 1     |
| Porto               | 2019–20           | Primeira Liga     | 9          | 0          | 6     | 0     | 2            | 1            | 1                     | 0                     | —      | —      | 18    | 1     |
| Porto               | 2020–21           | Primeira Liga     | 19         | 1          | 2     | 0     | 2            | 0            | 3                     | 0                     | 1      | 0      | 27    | 1     |
| Porto               | Total             | Total             | 31         | 2          | 8     | 0     | 5            | 1            | 5                     | 0                     | 2      | 0      | 51    | 3     |
| Braga (emp.)        | 2021–22           | Primeira Liga     | 23         | 0          | 3     | 0     | 2            | 0            | 6                     | 0                     | 0      | 0      | 34    | 0     |
| Union Berlin (emp.) | 2022–23           | Bundesliga        | 28         | 0          | 3     | 0     | —            | —            | 9                     | 0                     | —      | —      | 40    | 0     |
| Total de Carreira   | Total de Carreira | Total de Carreira | 129        | 3          | 14    | 0     | 7            | 1            | 20                    | 0                     | 5      | 0      | 175   | 4     |

1. ↑  Inclui Taça de Portugal e DFB-Pokal
2. ↑  Inclui Taça da Liga
3. ↑  Jogos na Premier League International Cup
4. 1 2  Jogo(s) na Liga dos Campeões
5. 1 2  Jogo na Supertaça Cândido de Oliveira
6. 1 2 3  Jogo(s) na Liga Europa

## Títulos
Porto (camadas jovens)
- Youth League: 2018–19[25]

Porto
- Primeira Liga: 2019–20[26]
- Taça de Portugal: 2019–20[27]
- Supertaça Cândido de Oliveira: 2018,[8] 2020[28]

Portugal
- Campeonato Europeu Sub-17: 2016[29]

Individual
- Equipa do Torneio do Campeonato Europeu Sub-17: 2016[30]
- Defesa do Mês da Primeira Liga: agosto de 2018[31]